# Cesare Monti (peintre)
Pour les articles homonymes, voir Cesare Monti et Monti.
 (mars 2025).
Améliorez-le ou discutez des points à vérifier. 
Cesare Monti (né en 1891 à Brescia et mort en 1959 à Bellano) est un peintre italien, connu pour ses paysages et ses scènes en plein air. Il est le père de Gianemilio Monti et Pietro Monti designers et architectes italiens.

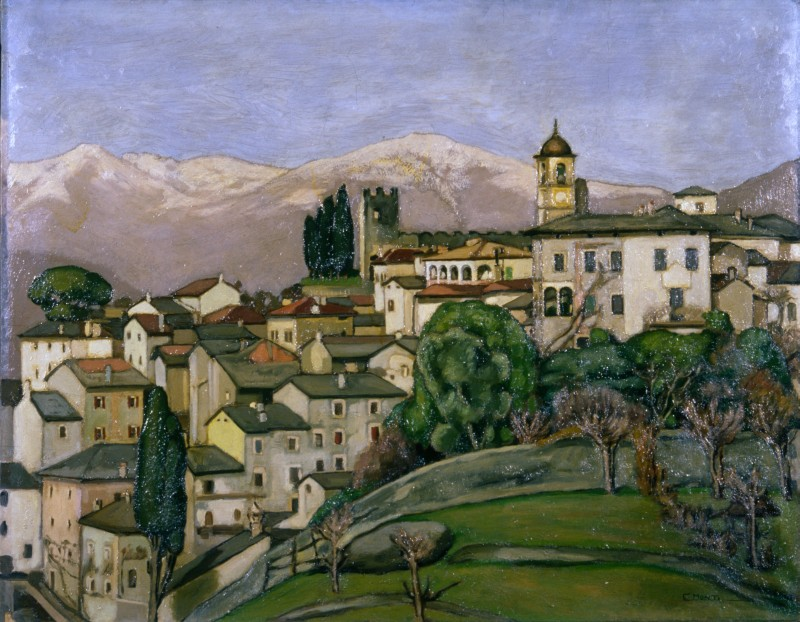
Corenno Plinio - Lago di Como, vers 1924 (Fondation Cariplo)

## Biographie
Fils d'un barbier, Monti se rend très jeune à Paris, où, entre 1906 et 1908, il fréquente les milieux des peintres impressionnistes et post-impressionnistes et visite les musées, découvrant ainsi les grands maîtres anciens et modernes. De retour en Italie, il s'installe en Valle Sabbia chez son ami peintre Edoardo Togni.
En 1912, grâce à la bourse d'études Legato Brozzoni de la commune de Brescia, il peut s'installer à Milan et commence son activité de peintre en 1915, ouvrant un atelier au 11, via Bagutta.
La Première Guerre mondiale, à laquelle il participe, interrompt temporairement son activité artistique. Après-guerre, il fait ses débuts en 1920 à la Biennale de Venise, où il expose régulièrement jusqu'en 1950. En 1940, il obtient une salle personnelle avec 28 œuvres exposées. Il remporte plusieurs prix artistiques.

## Carrière artistique
Dans les années 1920 et 1930, Monti s'associe aux artistes du mouvement Novecento bien qu'il n'y adhère jamais officiellement. Il participe néanmoins à plusieurs expositions du groupe.
En 1927, il expose cinq œuvres à l'exposition collective Quindici artisti del Novecento et, la même année, il participe à Italienische Maler à la Kunsthaus de Zurich, à Novecento Italiano à la Kunsthalle de Hambourg, ainsi qu'à l'Exposition d'Art Italien à Amsterdam.
En 1929, il est invité à la IIe exposition du Novecento Italiano à la Permanente de Milan et expose ensuite à Nice, Munich et Stockholm. Il est également invité à la Quadriennale de Rome en 1931.
Dans les années 1930, il expose régulièrement à la Galleria Pesaro de Milan et en 1938, il participe à l'exposition Quattro pittori lombardi.

## Œuvres principales
- Corenno Plinio - Lago di Como (vers 1924), Fondation Cariplo[6].
- Paysages de Bellagio, Varenna, Tremezzo, Lierna.
- Études de montagne et scènes rurales lombardes.